# Freycinetia angustissima
Freycinetia angustissima là một loài thực vật có hoa trong họ Dứa dại. Loài này được Ridl. miêu tả khoa học đầu tiên năm 1886.